# Bistam
Bistam (perzijsko بیستام‎), rivalski kralj (šah) Perzijskega cesarstva, vladal 591-595, * ni znano, † ni znano.
Bistam je bil stric konkurenčnega sasanidskega perzijskega kralja Kozrava II., ki je takrat vladal samo v Mediji, se pravi v zahodnem in severozahodnem delu današnjega Irana. 
Izročilo pravi, da je Bistam  ustanovil mesto Bastam v današnjem Iranu.

## Vira
- Encyclopædia Iranica .
- H. P. Nia, A.E. Ashtiani, B. Agheli, History of Persia, Teheran, 2002, ISBN 964-6895-16-6, str. 673-686.

| Bistam Sasanidska dinastija |                                            |                       |
| Predhodnik: Bahram Čobin    | Veliki kralj (šah) Perzije (rival) 591–595 | Naslednik: Kozrav II. |